# Rutwica (roślina)
Rutwica (Galega L.) – rodzaj roślin należący do rodziny bobowatych. Obejmuje co najmniej 5 gatunków rosnących głównie w południowej Europie i południowo-zachodniej Azji. Jeden gatunek rośnie w górach wschodniej Afryki. Rośliny zasiedlają zbiorowiska trawiaste i zaroślowe, przydroża i brzegi rzek. W Polsce dziko rośnie tylko jeden gatunek – rutwica lekarska, poza tym uprawiana bywa rutwica wschodnia. 

## Morfologia
PokrójTęgie byliny z wyprostowanymi łodygami, tworzące kępy lub wyrastające z pełzającego kłącza. Osiągają do 2 m wysokości.
LiścieSkrętoległe, pierzasto złożone, z 4–8 parami listków o nerwacji pierzastej.
KwiatyMotylkowe, zebrane we wzniesione grona, zwykle pachnące. Działek kielicha o nieco nierównej długości jest 5 i są one zrośnięte w rurkę. Płatki korony niebieskie, białe lub różowo-liliowe, nierównej wielkości i różnego kształtu. Żagielek ma brzegi odgięte do tyłu. Dwa boczne płatki tworzą zaokrąglone skrzydełka otaczające łódeczkę zawierającą 10 równych pręcików zrosłych w rurkę, oraz słupek. Zalążnia jest górna, powstaje z jednego owocolistka i ma jedną szyjkę słupka.
OwoceStrąki cylindryczne, prążkowane, wielonasienne.

## Systematyka
Pozycja według APweb (aktualizowany system APG IV z 2016)
Jeden z rodzajów podrodziny bobowatych właściwych Faboideae w rzędzie bobowatych Fabaceae s.l. W obrębie podrodziny należy do plemienia Galegeae, podplemienia Galeginae.
Pozycja według systemu Reveala (1993-1999)
Gromada okrytonasienne (Magnoliophyta Cronquist), podgromada Magnoliophytina Frohne & U. Jensen ex Reveal, klasa Rosopsida Batsch, podklasa różowe (Rosidae Takht.), nadrząd Fabanae R. Dahlgren ex Reveal, rząd bobowce (Fabales Bromhead), rodzina bobowate (Fabaceae Lindl.), podrodzina Galegoideae Schimper in Strasb., plemię Galegeae (Bronn) Dumort., podplemię Galeginae Bronn, rodzaj rutwica (Galega L.).
Wykaz gatunków
- Galega battiscombei (Baker f.) J.B.Gillett
- Galega lindblomii (Harms) J.B.Gillett
- Galega officinalis L. – rutwica lekarska
- Galega orientalis Lam. – rutwica wschodnia
- Galega somalensis (Harms) J.B.Gillett